# Paratorchus hamatus
Paratorchus hamatus – gatunek chrząszczy z rodziny kusakowatych i podrodziny Osoriinae.
Gatunek ten opisany został w 1982 roku przez H. Pauline McColl jako Paratrochus hamatus. W 1984 roku ta sama autorka zmieniła nazwę rodzaju na Paratorchus, w związku z wcześniejszym użyciem poprzedniej nazwy dla rodzaju mięczaków.
Chrząszcz o walcowatym ciele długości od 2,5 do 3,2 mm, barwy rudobrązowej z żółtobrązowymi odnóżami i czułkami. Wierzch ciała ma delikatnie punktowany oraz rzadko owłosiony. Długość większości szczecinek jest mniejsza niż odległości między nimi. Podłużno-owalne oczy buduje pojedyncze, wypukłe omatidium. Przedplecze ma od 0,45 do 0,5 mm długości i wyraźną, siateczkowatą mikrorzeźbę. Przednia ⅓ przedplecza jest węższa niż tylna. Pokrywy charakteryzują prawie proste kąty ramieniowe. Odwłok ma dziewiąty tergit niezbyt silnie wydłużony ku tyłowi w dwa krótkie, tępe wyrostki tylne. U samca ósmy sternit odwłoka pozbawiony jest wgłębienia. Narząd kopulacyjny samca ma krótki wyrostek boczny niezakrzywiony wokół długiej i smukłej części rurkowatej. Samicę cechuje prawie nerkowata spermateka o wymiarach 0,125 × 0,04 mm i z przewodem w części nasadowej i środkowej nieskręconym spiralnie.
Owad endemiczny dla Nowej Zelandii, znany z zachodniej i północno-zachodniej części Wyspy Południowej. Spotykany jest w ściółce, próchnicy, glebie mineralnej i wśród mchów na wysokości od 12 do 1440 m n.p.m.